# Sarcophyton furcatum
Sarcophyton furcatum is een zachte koraalsoort uit de familie Alcyoniidae. De koraalsoort komt uit het geslacht Sarcophyton. Sarcophyton furcatum werd in 1984 voor het eerst wetenschappelijk beschreven door Li. 